# Титов Єгор Ілліч
Єгор Ілліч Титов (рос. Егор Ильич Титов, нар. 29 травня 1976, Москва) — російський футболіст, що грав на позиції півзахисника. Відомий насамперед виступами за московський «Спартак», якому віддав більше десяти років, а також національну збірну Росії.
Шестиразовий чемпіон Росії, Дворазовий володар Кубка Росії. 

## Клубна кар'єра
Народився 29 травня 1976 року в місті Москва. 
Вихованець футбольної школи клубу «Спартак» (Москва). З 1992 року почав залучатися до команди дублерів «Спартака», а за три роки, у 1995, дебютував в матчах головної команди московського клубу. Відіграв за московських спартаківців чотирнадцять сезонів своєї ігрової кар'єри. Більшість часу, проведеного у складі московського «Спартака», був основним гравцем атакувальної ланки команди. За цей час шсть разів ставав чемпіоном Росії, двічі виборював титул володаря Кубка Росії.
Протягом 2008 року захищав кольори команди підмосковного клубу «Хімки».
Завершив професійну ігрову кар'єру в Казахстані, в клубі «Локомотив» (Астана), за команду якого виступав у 2009 році.

## Виступи за збірну
1999 року дебютував в офіційних матчах у складі національної збірної Росії. Протягом кар'єри у національній команді, яка тривала 9 років, провів у формі головної команди країни 41 матч, забивши 7 голів.
У складі збірної був учасником чемпіонату світу 2002 року в Японії і Південній Кореї.

## Титули і досягнення

### Командні
- Чемпіон Росії (6):

«Спартак» (Москва): 1996, 1997, 1998, 1999, 2000, 2001
- Володар Кубка Росії (2):

«Спартак» (Москва):  1997–98, 2002–03

### Особисті
- Футболіст року в Росії (2):

1998, 2000